# Goshen (tätort), New York
Goshen är ett municipalsamhälle (village) och administrativ huvudort i Orange County i delstaten New York. Vid 2010 års folkräkning hade Goshen 5 454 invånare.